# Vârful Văiuga, Munții Făgăraș
Văiuga este un vârf muntos situat în Masivul Făgăraș, care are altitudinea de 2.443 metri. La baza lui se află Lacul glaciar Capra. Este ușor accesibil urcând de la lacul Bâlea prin șaua Capra.